# Jörn
Jörn – miejscowość (tätort) w Szwecji, w regionie administracyjnym (län) Västerbotten, w gminie Skellefteå.
Według danych Szwedzkiego Urzędu Statystycznego liczba ludności wyniosła: 777 (31 grudnia 2015), 702 (31 grudnia 2018) i 653 (31 grudnia 2019).